# SIONICS
SIONICS je vojaška oborožitvena korporacija, je neutemeljen ameriški proizvajalec orožja malega kalibra. Soustanovitelj Gordon Ingram, inženir in oblikovalec orožja, in Mitchell WerBell, lastnik podjetja SIONICS, ki je proizvajal pištolo z dušilcem. Znano je, da je podjetje v 1970-ih izdelovalo strojne pištole MAC-10 in MAC-11.

## Zgodovina
Leta 1969 se je Ingram pridružil SIONICS-u kot glavni inženir. WerBell je svojemu patentiranemu dušilniku zvoka, ki ga je proizvedel SIONIC, dodal Ingrama s strojno pištolo, da bi ustvaril MAC-10. Podjetje se je osredotočilo na vojaški trg in poskušalo prodati MAC-10 ameriški vojski za uporabo v Vietnamski vojni. WerBell in Ingram sta pokazala MAC-10 več enotam ameriške vojske, leta 1970 pa je prepričala skupino investitorjev, Quantum korporacijo, da bi lahko nadomestil pištolo .45 M1911 kot standardno stransko pištolo. Investitorji so ustanovili novo podjetje - Vojaška oborožitvena korporacija - za izdelavo in prodajo tega orožja. WerBell je postal predsednik nove družbe, glavni inženir pa je postal Ingram, vendar so ga investitorji v roku enega leta od družbe in podjetja izrinili. Sionics je kasneje absorbirala družba Vojaška oborožitev.
Prenehala je proizvajati orožje leta 1973 zaradi notranje politike družbe in vložila stečaj leta 1975.